# A New Day Has Come
A New Day Has Come (en español: Un nuevo día ha llegado) es el séptimo álbum de estudio en inglés y vigésimo octavo en total de la cantante canadiense Céline Dion. Fue publicado por las compañías Epic y Columbia Records en marzo de 2002, este álbum marca el regreso de Dion a la escena musical después de dos años de retiro tras haber quedado embarazada de su primer hijo Rene-Charles. La edición limitada, que contiene un DVD con dos canciones y dos vídeos musicales inéditos, fue lanzada en noviembre de 2002.
Seis años después, a comienzos de 2008; el álbum fue relanzado como una versión de colección, este incluyó el CD original y un DVD con los vídeos musicales de todos los sencillos del álbum. Al mismo tiempo, A New Day Has Come fue lanzado en un box set de tres CD con el título de Let's Talk About Love / Falling into You / A New Day Has Come.

## Información del álbum
El álbum incluye muchos temas destacados, como el exitoso I Surrender, la versión que grabó Céline Dion de las canciones de Etta James, "At Last"; y de Nat King Cole, "Nature Boy".
También incluye canciones que habían sido grabadas originalmente en francés pero fueron re-adaptadas al inglés, como "The Greatest Reward"; cuyo tema original es "L'envie d'aimer", interpretado por Daniel Lévi. Esta canción fue coescrita por Pascal Obispo, un popular cantante y compositor francés. Otra canción llamada "Ten Days" es una adaptación del éxito "Tomber", de Gérald De Palmas. Dion también grabó una versión en español de "L'amour existe encore", de su álbum Dion chante Plamondon, llamada "Aún Existe Amor".
El álbum también incluye dos temas exitosos: los sencillos "A New Day Has Come" y "I'm Alive"; este último perteneciente a la banda sonora de la película Stuart Little 2. Otro tema destacado es "Goodbye's (The Saddest Word)"; último sencillo del álbum, en este la cantante Shania Twain participa en la voz de fondo. "At Last" fue lanzado como sencillo solamente para los Estados Unidos.

## Lista de canciones
1. "I'm Alive" (Kristian Lundin, Andreas Carlsson) – 3:30
2. "Right in Front of You" (Steve Morales, Sheppard Solomon, Kara DioGuardi, David Siegel) – 4:13
3. "Have You Ever Been in Love" (Anders Bagge, Peer Astrom, Tom Nichols, Daryl Hall, Laila Bagge) – 4:08
4. "Rain, Tax (It's Inevitable)" (Terry Britten, Charlie Dore) – 3:25
5. "A New Day Has Come" (radio remix) (Aldo Nova, Stephan Moccio) – 4:23
6. "Ten Days" (Nova, Maxime Le Forestier, Gérald De Palmas) – 3:37
7. "Goodbye's (The Saddest Word)" (Robert Lange) – 5:19
8. "Prayer" (Corey Hart) – 5:34
9. "I Surrender" (Louis Biancaniello, Sam Watters) – 4:47
10. "At Last" (Mack Gordon, Harry Warren) – 4:39
11. "Super Love" (Guy Roche, Shelly Peiken) – 4:16
12. "Sorry for Love" (DioGuardi, Bagge, Astrom, Arnthor Birgisson) – 4:10
13. "Aún Existe Amor" (Richard Cocciante, Ignacio Ballesteros-Díaz) – 3:52
14. "The Greatest Reward" (Pascal Obispo, Carlsson, Jörgen Elofsson, Lionel Florence, Patrice Guirao) – 3:28
15. "When the Wrong One Loves You Right" (Martin Briley, Francis Gallucio, Marjorie Maye) – 3:48
16. "A New Day Has Come" (Nova, Moccio) – 5:43
17. "Nature Boy" (Eden Ahbez) – 3:45

## Recepción
A New Day Has Come fue todo un éxito en el mundo, debutó en el puesto número uno en veinte países y a la fecha, ha vendido más de doce millones de copias; fue el quinto álbum con más ventas registradas en 2002, según la IFPI.
En Estados Unidos, A New Day Has Come debutó en el primer puesto de la lista Billboard 200 con 550.000 copias vendidas en la primera semana del lanzamiento.

### Listas y certificaciones
| América        |          |     |                   |           |
| Argentina      | CAPIF    | 1   | 5 x multi platino | 200,000   |
| Brasil         | ABPD     | n/a | disco de oro      | 500.000   |
| Canadá         | CRIA     | 1   | 6 x multi platino | 600.000   |
| Estados Unidos | RIAA     | 1   | 3 x multi platino | 3,400,000 |
| México         | Amprofon | 1   | 2 x multi platino | 350,000   |
| Europa         |          |     |                   |           |
| Alemania       | IFPI     | 2   | 3 x oro           | 500,000   |
| Austria        | IFPI     | 1   | disco de platino  | 45,000    |
| Bélgica        | IFPI     | 1   | 2 x multi platino | 125,000   |
| Dinamarca      | IFPI     | 1   | 2 x multi platino | 125,000   |
| Estonia        | IFPI     | 1   | n/a               | n/a       |
| España         | IFPI     | 4   | disco de platino  | 50,000    |
| Finlandia      | IFPI     | 1   | disco de oro      | 32,117    |
| Francia        | SNEP     | 1   | 3 x multi platino | 900,000   |
| Grecia         | IFPI     | 1   | disco de platino  | 20,000    |
| Hungría        | IFPI     | 2   | disco de oro      | 10,000    |
| Irlanda        | IFPI     | 1   | n/a               | n/a       |
| Italia         | IFPI     | 1   | 2 x multi platino | 270,000   |
| Noruega        | IFPI     | 1   | disco de platino  | 50,000    |
| Países Bajos   | IFPI     | 1   | disco de platino  | 170,000   |
| Polonia        | ZPAV     | 2   | disco de oro      | 60,000    |
| Portugal       | IFPI     | 2   | n/a               | n/a       |
| Reino Unido    | IFPI     | 1   | disco de platino  | 500,000   |
| Suiza          | IFPI     | 1   | 3 x multi platino | 125,000   |
| Suecia         | IFPI     | 1   | disco de platino  | 75,000    |
| Asia           |          |     |                   |           |
| Corea del Sur  | -        | 1   | n/a               | n/a       |
| India          | -        | 1   | n/a               | 10,000    |
| Japón          | Oricon   | 15  | disco de oro      | 150,000   |
| Taiwán         | -        | 1   | 4 x multi platino | 120,000   |
| Oceanía        |          |     |                   |           |
| Australia      | ARIA     | 1   | 2 x multi platino | 175,000   |
| Nueva Zelanda  | RIANZ    | 1   | 2 x multi platino | 35,000    |
| África         |          |     |                   |           |
| Sudáfrica      | -        | 1   | n/a               | n/a       |

## Premios
| Año  | Evento                | Premio                                                    |
| ---- | --------------------- | --------------------------------------------------------- |
| 2002 | Félix Awards          | Artista quebequense más exitoso en una lengua no francesa |
| 2003 | American Music Awards | Artista Favorito – Adult contemporary                     |
| 2003 | Dragon Awards         | Artista femenina del año – Internacional                  |
| 2003 | Arion Music Awards    | Álbum internacional mejor vendido                         |